# Leila Diniz (filme)
Leila Diniz é um filme brasileiro de 1987, do gênero drama biográfico, dirigido por Luiz Carlos Lacerda. Segundo o O Estado de S. Paulo o filme faz "crítica sutil às realidades de Cuba e do Brasil".

## Sinopse
O filme retrata a vida da atriz brasileira Leila Diniz, morta em um acidente de avião.

## Elenco principal
- Louise Cardoso .... Leila Diniz
- Paulo César Grande... Jece Valadão
- Diogo Vilela .... Luiz Carlos Lacerda
- Carlos Alberto Riccelli .... Domingos de Oliveira
- Marieta Severo .... mãe de Leila Diniz
- Tony Ramos .... pai de Leila Diniz
- Antônio Fagundes .... Ruy Guerra
- Yara Amaral... diretora do colégio
- Rômulo Arantes .... Toquinho
- André Di Mauro ... André
- Marcos Palmeira
- Otávio Augusto .... Marcelo Cerqueira
- Cláudia Mauro .... Suzy
- Pedro Bial .... repórter
- Sérgio Cabral .... ele mesmo
- Dennis Carvalho .... Flávio Cavalcanti
- Hugo Carvana .... Clyde
- Chacrinha .... ele mesmo
- Tarso de Castro .... ele mesmo
- Mariana de Moraes .... Mariana
- Danuza Leão .... ela mesma
- Oswaldo Loureiro .... Alfredo Buzaid
- José Wilker .... Henrique Martins
- Ilva Niño .... babá

## Principais prêmios e indicações
Festival de Brasília 1987 (Brasil)
- Troféu Candango de Melhor Atriz para Louise Cardoso
- Troféu Candango de Melhor Ator Coadjuvante para Paulo César Grande